# Sandra Načuk
Sandra Načuk (Novi Sad, 17 augustus 1980) is een tennisspeelster uit Servië en Montenegro.
Zij begon op zevenjarige leeftijd met tennis.
Haar favoriete ondergrond is hardcourt maar zij bereikte haar beste resultaten op gravel. Zij speelt rechtshandig en heeft een tweehandige backhand. Zij was actief in het proftennis van 1996 tot in 2004.

## Loopbaan

### Enkelspel
Načuk debuteerde in 1996 op het ITF-toernooi van Rebecq (België) – zij stoomde meteen door naar de finale, en veroverde haar eerste titel door Française Virginie Massart te verslaan. In totaal won zij vier ITF-titels, de laatste in 1998 in Poitiers (Frankrijk).
In 1998 speelde Načuk voor het eerst op een WTA-hoofdtoernooi, als lucky loser op het toernooi van Boedapest. Datzelfde jaar had zij haar grandslamdebuut, op het US Open. Haar beste resultaat op de WTA-toernooien is het bereiken van de tweede ronde.
In 2000 bereikte zij de derde ronde op Wimbledon, haar beste resultaat op een grandslamtoernooi.
Haar hoogste notering op de WTA-ranglijst is de 81e plaats, die zij bereikte in augustus 1999.

### Dubbelspel
Načuk was in het dubbelspel minder actief dan in het enkelspel, maar behaalde daarin niettemin betere resultaten. Zij debuteerde in 1996 op het ITF-toernooi van Rebecq (België), samen met landgenote Ivona Grujić – zij bereikte er de tweede ronde. Zij stond in 1997 voor het eerst in een finale, op het ITF-toernooi van Bari (Italië), samen met landgenote Dragana Zarić – hier veroverde zij haar eerste titel, door het Israëlische duo Tzipora Obziler en Anna Smashnova te verslaan. In totaal won zij vijf ITF-titels, de laatste in 2002 in Gorizia (Italië).
In 1998 speelde Načuk voor het eerst op een WTA-hoofdtoernooi, op het toernooi van Boedapest, samen met de Oostenrijkse Patricia Wartusch – zij bereikten er de tweede ronde. Zij stond in 1999 voor het eerst in een WTA-finale, op het toernooi van Boedapest, samen met Russin Jevgenia Koelikovskaja – hier veroverde zij haar enige WTA-titel, door het als eerste geplaatste koppel Laura Montalvo en Virginia Ruano Pascual te verslaan. In 2000 had Načuk haar grandslamdebuut, op het Australian Open, met de Tsjechische Lenka Němečková aan haar zijde.
Haar hoogste notering op de WTA-ranglijst is de 74e plaats, die zij bereikte in december 2000.

### Tennis in teamverband
In de periode 1996–2001 maakte Načuk deel uit van het Joegoslavische Fed Cup-team – zij behaalde daar een winst/verlies-balans van 8–9.

## Posities op deWTA-ranglijst
Positie per einde seizoen:
| jaar | rang enkelspel | rang dubbelspel |
| ---- | -------------- | --------------- |
| 1996 | 439            | –               |
| 1997 | 210            | 208             |
| 1998 | 128            | 305             |
| 1999 | 112            | 94              |
| 2000 | 100            | 75              |
| 2001 | 205            | 248             |
| 2002 | 522            | 281             |

## Palmares
| Legenda                |
| ---------------------- |
| Grandslamtoernooi      |
| Olympische Spelen      |
| Year-End Championships |
| Tier I                 |
| Tier II                |
| Tier III               |
| Tier IV & V            |

### WTA-finaleplaatsen enkelspel
geen

### WTA-finaleplaatsen vrouwendubbelspel
| nr.              | finale     | toernooi         | ondergrond | partner                | tegenstandsters                             | score         |         |
| ---------------- | ---------- | ---------------- | ---------- | ---------------------- | ------------------------------------------- | ------------- | ------- |
| gewonnen finales |            |                  |            |                        |                                             |               |         |
| 1.               | 1999-04-25 | WTA Boedapest    | gravel     | Jevgenia Koelikovskaja | Laura Montalvo Virginia Ruano Pascual       | 6-3, 6-4      | details |
| verloren finales |            |                  |            |                        |                                             |               |         |
| 1.               | 1999-08-08 | WTA Knokke-Heist | gravel     | Jevgenia Koelikovskaja | Eva Martincová Elena Wagner                 | 6-3, 3-6, 3-6 | details |
| 2.               | 2000-04-23 | WTA Boedapest    | gravel     | Jelena Kostanić        | Ljoebomira Batsjeva Cristina Torrens Valero | 0-6, 2-6      | details |

## Resultaten grandslamtoernooien
| Legenda | Legenda                          |
| ------- | -------------------------------- |
| g.t.    | geen toernooi gehouden           |
| l.c.    | lagere categorie                 |
| –       | niet deelgenomen                 |
| G       | uitgeschakeld in de groepsfase   |
| 1R      | uitgeschakeld in de eerste ronde |
| 2R      | uitgeschakeld in de tweede ronde |
| 3R      | uitgeschakeld in de derde ronde  |
| 4R      | uitgeschakeld in de vierde ronde |
| KF      | uitgeschakeld in de kwartfinale  |
| HF      | uitgeschakeld in de halve finale |
| F       | de finale verloren               |
| W       | het toernooi gewonnen            |
| w-v     | winst/verlies-balans             |

### Enkelspel
| toernooi        | 1998 | 1999 | 2000 | 2001 |
| --------------- | ---- | ---- | ---- | ---- |
| Australian Open | –    | –    | 2R   | 2R   |
| Roland Garros   | –    | 1R   | 1R   | –    |
| Wimbledon       | –    | 1R   | 3R   | –    |
| US Open         | 1R   | 1R   | 1R   | –    |

### Vrouwendubbelspel
| toernooi        | 2000 | 2001 |
| --------------- | ---- | ---- |
| Australian Open | 1R   | 1R   |
| Roland Garros   | 1R   | 1R   |
| Wimbledon       | 1R   | 1R   |
| US Open         | 1R   | –    |